# Trilaminopora trinervis
Trilaminopora trinervis is een mosdiertjessoort uit de familie van de Arachnopusiidae. De wetenschappelijke naam van de soort is, als Microporella trinervis, voor het eerst geldig gepubliceerd in 1904 door Waters.